# Operación Telic
La Operación Telic (Op TELIC) fue el nombre en clave con el que se llevaron a cabo todas las operaciones militares del Reino Unido en Irak entre el inicio de la invasión de Irak el 19 de marzo de 2003 y la retirada de las últimas fuerzas británicas restantes el 22 de mayo de 2011. La mayor parte de la misión finalizó el 30 de abril de 2009 pero alrededor de 150 soldados, principalmente de la Marina Real Británica, permanecieron en Irak hasta el 22 de mayo de 2011 como parte de la Misión de Asesoramiento y Entrenamiento de Irak. 46.000 soldados fueron desplegados al inicio de la invasión y el costo total de la guerra se situó en 9.240 millones de libras esterlinas en 2010.